# Лесная (приток Западного Буга)
Лесна́я (бел. Лясная) — река в Беларуси, протекает в Брестской области, правый приток Западного Буга.
Длина — 85 км, площадь бассейна — 2650 км², среднегодовой расход воды в устье — 13 м³/с. Река образуется слиянием рек Левая Лесная и Правая Лесная, протекает по Прибужской равнине и Брестскому Полесью. Долина реки — 2-4 км, покрыта смешанными лесами, болотистая, пойма — 200—600 м (местами до 1 км).
Основные притоки — Градовка (13 км), Кривуля (13 км), также Лесная принимает сток мелиорационных каналов.
На реке расположен город Каменец.